# Karl-Heinz Garnitz

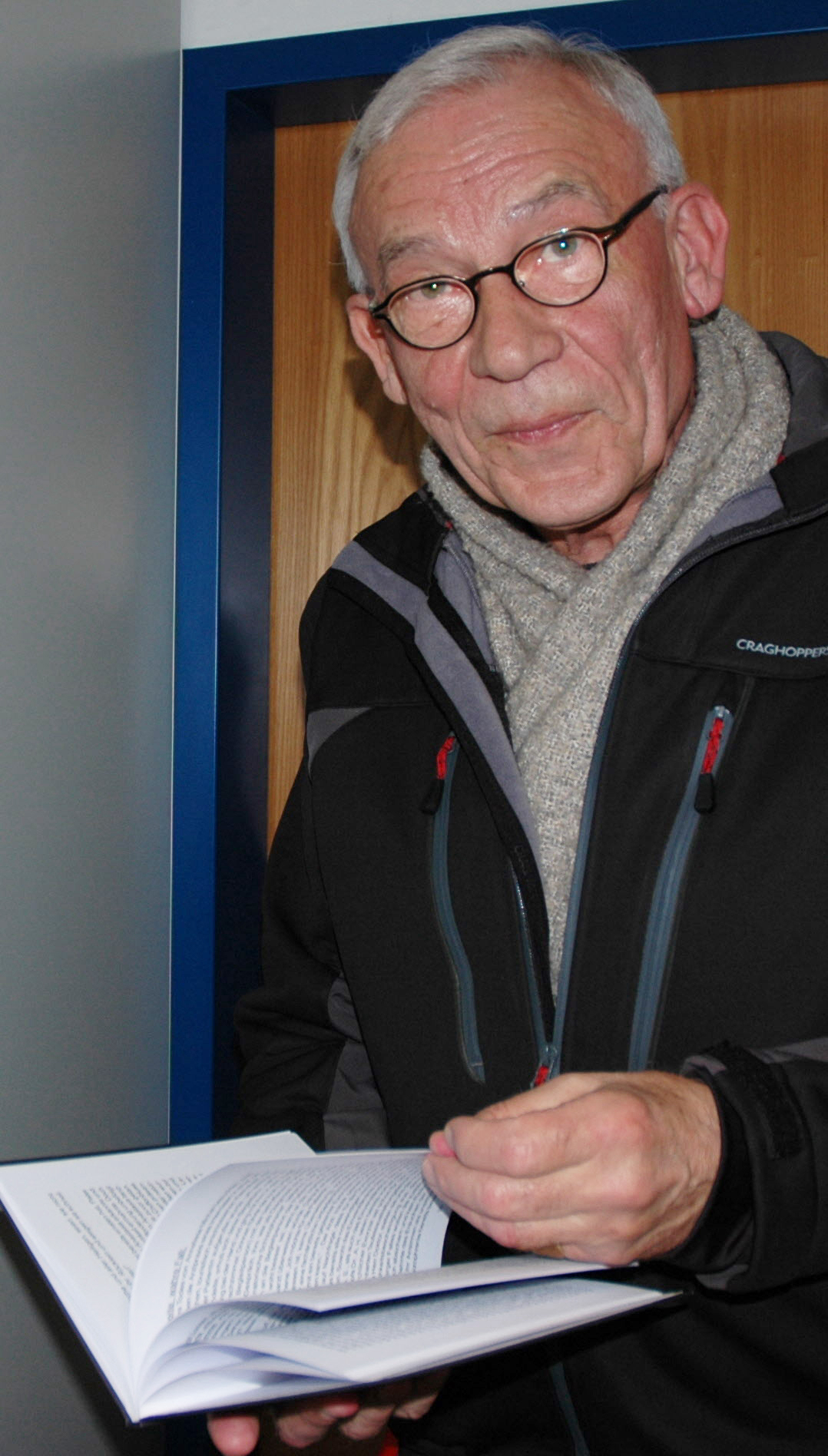
Karl-Heinz Garnitz

Karl-Heinz Garnitz (* 3. Mai 1942 in Bamberg) ist ein deutscher Schriftsteller.

## Leben
Garnitz wuchs in Bamberg auf und besuchte dort die Grundschule und das Gymnasium. Es entstanden erste Gedichte und Prosastücke. Nach der Schulzeit folgten Aufenthalte in Garmisch-Partenkirchen und auf der Isle of Man. Von 1964 bis 2003 war Garnitz als Assembler- und Cobol-Programmierer sowie als IT-Organisator und Internetdesigner bei staatlichen und kommunalen Verwaltungen angestellt.
Ab 2003, nach dem Eintritt in den Ruhestand, widmete er seine Zeit wieder dem Schreiben. Bis 2016 lebte und arbeitete Garnitz in Waldkirchen. Im Januar 2016 zog er nach Passau um.

## Werke
- Dodicheus – Der Untergang der Mithrasreligion, Berlin 2009.
- Lesebuch für Alphabeten – Lyrik und Prosa, Passau 2009.
- Es begann 1964 – Lebenslinien eines Computerfreaks, Berlin 2011.
- Tatsachen – Irrtümer – Wirrtümer, Passau 2012.
- Für Gratulanten und Sympathisanten – A contemplation booklet, Passau 2012.
- Sammelsurium zum Nach-Denken, Passau 2013.
- Der Chinakomplex des Rentners Karl – Zwei Chinareisen, Passau 2013.
- Hommage für E.T.A. Hoffmann, in: Feuertanz der Poesie II – Ein Almanach der IGdA, 2017, 52 – 53.
- Esoterisches Handbuch für Säuglinge des Lichts, Berlin 2018.
- Gesammelte Gedichte, Passau 2019.
- Kriegskind Peter Mirandus - Stationen 1942–1959, Berlin 2021.
- Bring Dich ein: Werde ein neuer Mensch, Passau 2023 (Verlag Stadtarchiv Passau).
- Bring Dich ein: Werde ein neuer Mensch, Berlin 2023 (E-Book).